# Rivista Italiana del Petrolio
La Rivista Italiana Petrolio è una rivista fondata nel 1933, edita dall'omonimo editore e oggi diffusa col nome Staffetta quotidiana.

## Storia del giornale

### La rivista mensile
(Dall'editoriale del nº 1 della «Rivista Italiana del Petrolio»)
Il 31 maggio 1933 uscì a Roma il primo numero della Rivista Italiana del Petrolio, fondata da Goffredo Cozzi. La redazione era a Piazza Navona 93, il suo editore e direttore aveva ventisette anni e arrivava da Bergamo, dove già da otto anni lavorava nel settore petrolifero.
A quell'epoca in molti altri Paesi già esistevano apprezzate riviste sull'energia, ma in Italia la rivista di Cozzi fu la prima.
L'informazione data dalla Rivista Italiana non si limitava ad esser solo divulgativa o tecnico-scientifica; sin dai primi albori, particolare attenzione venne riservata alla compilazione della parte statistica, di quella normativa e di quella relativa alle attività delle società petrolifere.
A novembre dello stesso 1933 fu promulgato in Italia il primo Codice Italiano del Petrolio. Su incarico del Ministero dell'industria e del commercio, la Rivista Italiana del Petrolio ne curò la diffusione e ne preparò due edizioni: una in lingua inglese ed una in francese. L'edizione inglese divenne rapidamente in tutto il mondo il testo ufficiale per l'interpretazione delle leggi italiane in materia.
Da questo codice nacque anche la prima Guida Italiana del Petrolio. La Rivista intanto era stata accolta con favore e i primi numeri della pubblicazione, con periodicità mensile, furono tirati in 3 000 copie. L'iniziativa destò interesse anche nella stampa estera. Ne parlarono, tra gli altri, la Revue Petrolifere, The Petroleum Times, Le Courrier des Petroles e World Petroleum.

### La “Staffetta” settimanale

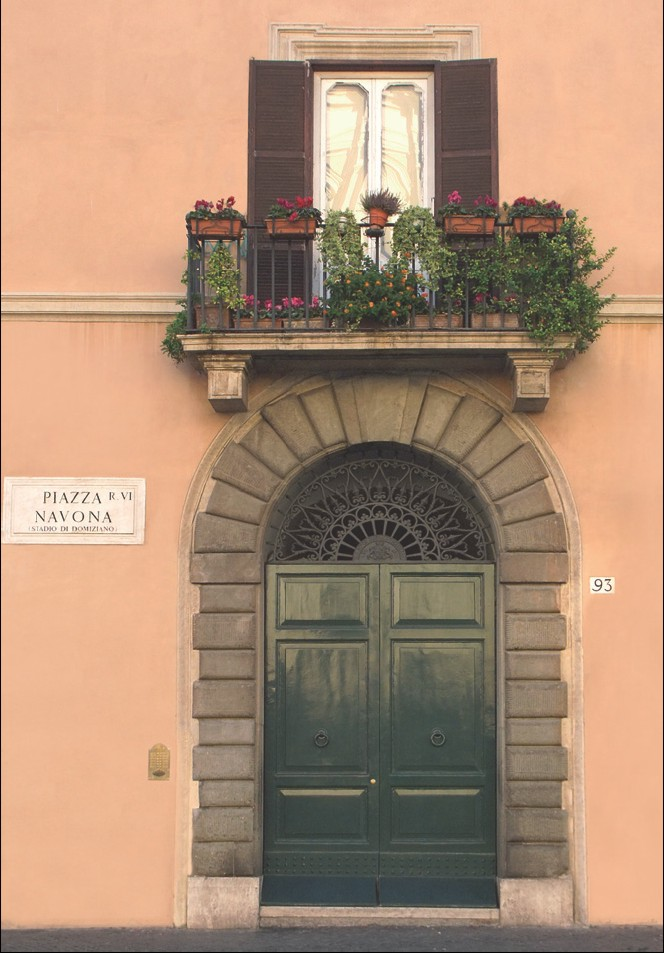
Prima sede della Rivista - Piazza Navona, 93 - Roma.

Nel febbraio del 1935 Goffredo Cozzi fu ricevuto in udienza privata dal re Vittorio Emanuele III che si mostrò molto interessato sia ai progressi fatti in Italia nella ricerca petrolifera sia al nuovo Codice del Petrolio.
L'editore presto si rese conto che al settore petrolifero, in continuo e crescente sviluppo, era necessaria un'informazione settimanale sulle questioni operative, in quanto il mensile non bastava. Da questa constatazione nacque, con cadenza settimanale, la Staffetta di Informazioni Petrolifere.
Il primo numero uscì il 9 novembre 1935. Nel 1936 il giornale ebbe bisogno di uffici più grandi e si trasferì in Via Cicerone 44, dove per stampare la Rivista aprì anche una propria tipografia, Italgraf, al piano terra dello stesso palazzo.
Particolarmente interessante il numero speciale che uscì nel 1937 in occasione del secondo Congresso Mondiale del Petrolio di Parigi con tutte le relazioni presentate al congresso dagli esperti italiani.
Dello stesso periodo è la seconda edizione aggiornata della Guida Italiana del Petrolio. Negli anni seguenti la Rivista ampliò i suoi commenti e gli studi di approfondimento firmati dai più noti esperti del settore.
Nell'autunno del 1939, allo scoppio della guerra in Europa, iniziarono, anche in Italia, le disposizioni restrittive nell'uso della carta, che imposero alla Rivista, come a tutti gli altri giornali, una riduzione prima di un terzo e poi della metà delle pagine.
Nonostante questa, ed altre innumerevoli difficoltà, la rivista continuò ad uscire regolarmente e nel 1941 iniziò la pubblicazione, in collaborazione con l'Agip, di una serie di monografie: i Quaderni.
Ogni quaderno trattava di un paese produttore di petrolio e ne esaminava le aree di produzione con descrizioni, dati e caratteristiche precipue. I paesi presi in esame furono: Albania, Argentina, Caucaso, Egitto, Insulindia (Indie Olandesi), Iran, Iraq, Romania, Trinidad, URSS (Russia asiatica e Russia europea).
Nel giugno 1940 anche l'Italia entrò in guerra e Goffredo Cozzi, richiamato alle armi, affidò la direzione della Rivista e della Staffetta ad Alfredo Giarratana
, che la tenne fino al 1944.
Giarratana, amico fraterno ed uomo dalla personalità poliedrica, aveva sempre diviso la sua vita fra impegnativi incarichi imprenditoriali, parlamentari e giornalistici. Aveva cominciato a scrivere sulla Rivista nel 1938 e la sua collaborazione continuò ininterrotta fino a poco prima della morte avvenuta a Roma nell'agosto del 1982, all'età di 92 anni. 
Da Giarratana, nell'immediato dopoguerra, la direzione passò a Giacomo Cabasino Renda, giornalista con una notevole competenza nel settore dell'energia, che la tenne fino all'aprile 1946, quando, in occasione del primo governo di Alcide De Gasperi, venne chiamato ad assumere la carica di capo ufficio stampa della Presidenza del Consiglio dei ministri e la Rivista tornò ad essere diretta dal fondatore.

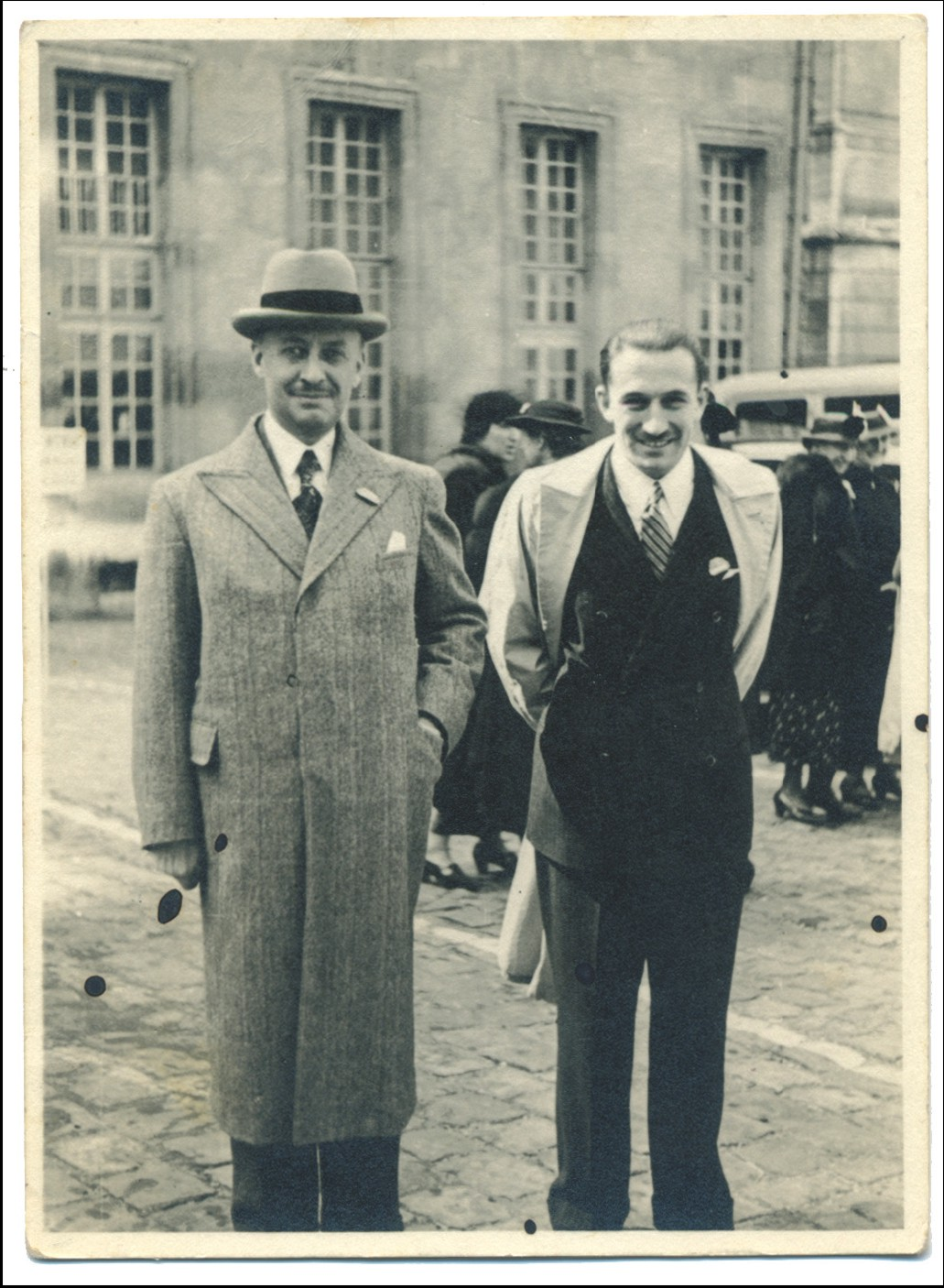
Secondo congresso mondiale del petrolio: il presidente Louis Pineau e Goffredo Cozzi - Parigi 1937.

Nel dopoguerra il settore petrolifero riprese nuovo impulso, finite le restrizioni sull'uso della carta, la Rivista tornò ad aumentare le sue pagine ed arricchirsi di servizi e rubriche. Uscì in quegli anni il Dizionario tecnico petrolifero in quattro lingue. Il lavoro durò qualche anno e, appena pubblicato, andò presto esaurito.
Nel 1952 la redazione si trasferì a Via degli Uffici del Vicario 35, vicino al Parlamento, dove sarebbe rimasta per circa 10 anni. In quegli anni la Staffetta settimanale prese maggiore sviluppo e diventò prima bisettimanale e poi, nel 1955, trisettimanale.
Nel 1955 si svolse a Roma il quarto “Congresso Mondiale del Petrolio”. L'avvenimento ebbe molto risalto, il congresso fu aperto solennemente in Campidoglio, presenti le più alte cariche dello Stato e anche il Papa fece pervenire il suo saluto di benvenuto ai congressisti in occasione di un'udienza speciale in Vaticano. La Rivista partecipò attivamente al congresso ed uscì con un numero speciale in italiano con traduzione a fronte in inglese che proponeva un panorama completo dell'industria petrolifera e del gas in Italia, con monografie e documentazione fotografica di tutte le società attive in quegli anni nel Paese.

### Il giornale quotidiano ed il settimanale
Nel 1960 uscì il Glossario Petrolifero che, a differenza del precedente dizionario, non si limitava alle semplici traduzioni dei termini, ma le integrava con spiegazioni e definizioni.
Nel decennio 1963-1973 la Staffetta ebbe una nuova impostazione. Nel 1963 l'uscita trisettimanale si trasformò in quotidiana, dopo pochi anni, nel 1967 iniziò ad essere stampata in tipografia come la Rivista e cambiò il formato che divenne quello attuale ed il colore della carta, quel verde celestino che è tuttora una sua caratteristica. Il numero dei collaboratori aumentò ed il contenuto si arricchì di nuovi servizi.
In quegli anni la redazione si trasferì definitivamente all'Aventino, dove, dopo un periodo a Via di Santa Prisca, dal 1975 si spostò a Via Aventina 19 dove è rimasta fino a fine 2011. Nel 1965 inizia a collaborare alla Rivista ed alla Staffetta Aldo De Domenici
.
Sulla nostra pubblicazione, di cui nel 1972 venne nominato vice direttore, approfondì e sviluppò i temi legati alla politica internazionale e soprattutto alla situazione petrolifera mediorientale, di cui era considerato in Italia uno degli esperti più preparati. Nel 1967 venne portata a termine una nuova edizione aggiornata della Guida del Petrolio a cura di Livio Arbarello, che preparerà anche la settima edizione in due volumi del 1976.
A dicembre 1972 nel quarantesimo anno dalla fondazione uscì un numero speciale della Rivista curato da Alfredo Giarratana con la collaborazione di Felicita Pompili, “Cento anni di petrolio in Italia 1870-1970”, che, insieme ad un compendio storico e cronologico degli avvenimenti accaduti nel periodo, comprendeva una sezione “Pionieri e protagonisti” composta da 79 schede biografiche di personaggi che avevano creato dal nulla e sviluppato l'industria italiana del petrolio.
Questo fu l'ultimo numero mensile della Rivista perché l'editore decise di trasformarla, a partire dal gennaio 1973, in “edizione settimanale” della Staffetta Quotidiana Petrolifera, con le chiusure dei mercati. In base alla nuova impostazione editoriale il quotidiano conteneva prevalentemente notizie e servizi operativi, mentre il settimanale manteneva le caratteristiche storiche della Rivista con approfondimenti, opinioni, recensioni, segnalazioni e una rubrica fissa di Giarratana intitolata Rilievi. Un'impostazione, che pur arricchita negli anni di supplementi, è rimasta grosso modo immutata fino ad oggi. Furono potenziate in quel periodo le analisi del mercato petrolifero interno e internazionale grazie alla collaborazione di Caio Manlio Fava, Franco Marianelli, Raffaello Pezzoli ed Eugenio Nardelli. Tra i collaboratori anche il giovane Alberto Clô, futuro ministro dell'industria. Da allora il nome Rivista Italiana del Petrolio resterà come ragione sociale della società editrice.
Nel 1976, alla fine di dicembre, a seguito della scomparsa prematura ed improvvisa di De Domenici, inizia la collaborazione alla Staffetta di Giorgio Carlevaro, che due anni prima, all'atto della vendita all'Agip, aveva lasciato la Shell Italiana dove dal 1956 al 1974 si era occupato di analisi e previsioni economiche e petrolifere e di rapporti con la stampa. Giornalista dal 1979, Carlevaro a partire dagli anni ottanta diventa vice direttore del giornale e nel 1985 l'editore gli affida la direzione che terrà fino al 2001 e poi, per un breve periodo, fra l'autunno del 2005 e l'inverno del 2007. Oggi continua la sua collaborazione al giornale come direttore emerito. Facendo tesoro della sua esperienza, Carlevaro contribuì ad accentuare l'impostazione operativa del giornale, che diventò sempre più “strumento di lavoro per coloro che operano nel campo dell'energia.

A sottolineare questo importante passaggio, nel 1995 la testata del giornale verrà modificata da Staffetta Quotidiana Petrolifera in Staffetta Quotidiana. Il tutto grazie anche al potenziamento del corpo redazionale: entrano in redazione Achille Nobiloni (dal 1979), Luigi d'Antona (dal 1982) e Stefano Delli Colli (dal 1983) e dei collaboratori esterni, per lo più esperti attivi nel settore.
Nel 1980 venne creato, sempre a via Aventina, un apposito “centro stampa” separato dalla redazione in grado di affrontare ritmi, tempi e tirature in continua crescita.
Una tipografia via via potenziata e automatizzata che porterà alla completa realizzazione del giornale, dalla stampa alla spedizione.
Il cinquantenario della fondazione della Rivista nel 1983 fu l'occasione per la pubblicazione a fine giugno di un numero speciale della Staffetta in cui Goffredo Cozzi, in uno dei suoi ultimi editoriali, tenne a sottolineare che la vera forza che ha permesso al giornale di superare indenne le crisi grandi e piccole del periodo era stata la sua indipendenza economica ed editoriale, l'una legata all'altra e viceversa. Il numero, che ospita una raccolta di lusinghiere testimonianze di apprezzamento di esponenti della Pubblica Amministrazione e dell'industria pubblica e privata per il contributo che la Staffetta dava quotidianamente allo sviluppo dell'informazione del settore, contiene una cronologia degli avvenimenti accaduti negli ultimi dodici anni, e aggiorna quella dei primi cento anni pubblicata a fine 1972. L'uscita della cronologia a partire dal 1986 assumerà cadenza annuale e sarà contenuta in un apposito supplemento pubblicato alla fine di ogni anno.

### Riconoscimento"Persona dell'anno"
Nel 1992 per la prima volta viene assegnato dalla Staffetta il riconoscimento “Uomo dell'anno”, dato a personalità che hanno lasciato un'impronta significativa nella storia dell'energia in Italia sotto il profilo operativo, amministrativo e legislativo contribuendo allo sviluppo ed alla trasformazione del settore. Dal 2005 il titolo è assegnato in collaborazione con la Fondazione Energia promossa dall'Associazione Italiana Economisti dell'Energia (AIEE). Dal 2022 il riconoscimento è stato rinominato “Persona dell'anno”.
- 1992 Giuseppe Gatti
- 1993 Salvatore Cottone
- 1994 Alberto Clô
- 1995 Franco Bernabè
- 1996 Marcello Colitti
- 1997 Umberto Carpi
- 1998 Edo Ronchi
- 1999 Il "cliente idoneo"
- 2000 Roberto Di Vincenzo
- 2001 Autorità per l'energia
- 2002 Edgardo Curcio
- 2003 Renzo Capra
- 2004 Il "consumatore"
- 2005 Alessandro Ortis
- 2006 Emma Marcegaglia
- 2007 Corrado Clini
- 2008 Antonio Lirosi
- 2009 Guido Bortoni
- 2010 Stefano Saglia
- 2011 Flavio Cattaneo
- 2012 Giovanni Gorno Tempini
- 2013 Pasquale De Vita
- 2014 Claudio Descalzi
- 2015 Francesco Starace
- 2016 Federico Testa
- 2017 Claudio Spinaci
- 2018 Luca Bettonte
- 2019 Enrico Giovannini
- 2020 Gilberto Dialuce
- 2021 Roberto Cingolani
- 2022 Stefano Venier
- 2023 Anita Pili

### Il portale internet e le nuove testate
Nel 1982 nasce la prima delle nuove testate: Carbone Informazioni che sarà inviata mensilmente come supplemento della Staffetta. È di questo periodo anche la nuova raccolta di tutta la normativa, curata da Maurizio Mazzantini, che pur mantenendo lo stesso nome di Guida Italiana del Petrolio comincia a dare spazio ad altri settori energetici e viene divisa in sezioni continuamente aggiornate.
Nel 1984 entrano in redazione i primi computer Apple Macintosh. In sei mesi viene rivoluzionato tutto il sistema di composizione. La Apple stessa, su un giornale statunitense, pubblicherà un servizio sulla nuova organizzazione che permette di preparare un quotidiano specializzato in poche ore. Due anni dopo vengono creati i floppy-disk contenenti gli indici delle notizie pubblicate, nel 1991 i floppy-disk verranno sostituiti dai cd-rom. Goffredo Cozzi che, negli ultimi anni aveva mostrato la sua soddisfazione nel vedere il giornale proiettato verso nuovi traguardi, l'8 novembre del 1988 viene a mancare all'età di ottantatré anni, lasciando la casa editrice nelle mani della figlia Marina che ne è già responsabile dal 1978 e che continuerà la sua opera. Gli anni novanta vedono l'arrivo in redazione di un nutrito numero di collaboratori: Marco D'Aloisi, Maria Chiara Beraneck, Luca Tabasso e Lorenzo Falciai.
Contemporaneamente prendono avvio nuove rubriche sull'andamento dei prezzi dei mercati internazionali curate via via da Massimo Patrignani, Giorgio Minas, Maurizio Moscatelli e Massimo Guerrera. Iniziano a scrivere per la Staffetta anche Marcello Colitti ed Edgardo Curcio. Nel 1992 esce il primo numero di Gpl Informazioni altro supplemento mensile e nello stesso anno, con l'avvento dei primi supporti di memoria a lettura ottica, la Staffetta viene riversata su cd-rom per poter essere consultata con un apposito sistema di ricerca, stampa e lettura delle notizie.
Dal 1993 è già possibile consultare in tempo reale in maniera telematica, attraverso un modem ed un personal computer, i dati, le notizie e le statistiche pubblicate.
A gennaio 1993 inizia una nuova pubblicazione bisettimanale, Staffetta Prezzi, rilevazione a campione dei prezzi praticati ai rivenditori dalle compagnie sul mercato extra-rete, curata da Luigi d'Antona e Antonella Pratelli. A partire dal 1994 la Staffetta provvede a pubblicare, ogni martedì, d'intesa col Ministero dell'industria, del commercio e dell'artigianato, tutti i listini delle compagnie petrolifere. Pubblicazione interrotta nel febbraio 2007 per imposizione dell'Antitrust.
A gennaio del 1998 risale l'avvio della testata Staffetta News in lingua inglese: una rielaborazione e traduzione delle principali notizie che appaiono sulla Staffetta Quotidiana e che sono di maggior interesse per i lettori stranieri.

Lo stesso gennaio 1998 la Staffetta sbarca su internet, www.staffettaonline.com (http://www.staffettaonline.com), prima con le principali notizie e gli editoriali del sabato e poi dal 2000 con la pubblicazione integrale dell'edizione quotidiana e di quella settimanale. Il sito, frutto di un progetto che è stato nel tempo costantemente perfezionato ed aggiornato, diventerà nel 2007 un vero e proprio portale.
Nel 2001 Giorgio Carlevaro manifesta all'editore il desiderio di passare la mano ad un direttore più giovane, pur continuando a collaborare con la Staffetta, così dal 1º ottobre la direzione passa a Stefano Delli Colli in redazione dal 1983.
Nel 2003 la collana delle pubblicazioni nate intorno alla Staffetta si arricchisce della testata Energie Alternative che dà conto degli sviluppi normativi e tecnologici in atto nel solare, termico e fotovoltaico, nell'eolico, nelle biomasse, nei biocarburanti ed altro. A fine luglio arrivano le dimissioni del direttore, di due redattori e di due collaboratori. Il gruppo ha creato una testata affine alla Staffetta. Per l'editore e per il direttore emerito, ritornato in servizio attivo, è l'occasione per ampliare e ringiovanire il giornale, e per poter mettere in atto interessanti iniziative già programmate e nuove idee. Arrivano in redazione Carlo Baldassarre, Gabriele Masini, Gionata Picchio ed Elena Veronelli, che insieme ad Alberto Schiavo ed in seguito anche ad Azzurra Pacces formano una squadra preparata, autorevole, coesa e motivata, molto apprezzata dai lettori. Due noti esperti del settore Giovan Battista Zorzoli e Roberto Macrì si aggiungono agli altri collaboratori della Staffetta.
La Staffetta a stampa si rinnova nella grafica, aumenta le notizie e la foliazione ed il sito della staffettaonline si trasforma in un portale con altri quattro sottositi per le pubblicazioni: Energie Alternative, Carbone Informazioni Archiviato il 23 febbraio 2015 in Internet Archive., Gpl Informazioni Archiviato il 23 luglio 2010 in Internet Archive. e Staffetta News Archiviato il 16 dicembre 2007 in Internet Archive..
Soddisfatto dell'ottimo risultato Giorgio Carlevaro, decide nella primavera del 2007, di passare il testimone al nuovo direttore Goffredo Galeazzi. Giornalista professionista noto ed apprezzato nel settore essendosi occupato per otto anni di energia come redattore e capo servizio dell'Agenzia Italia.
A novembre 2012 nasce una nuova pubblicazione online: Staffetta Acqua, quotidiano della acqua e dei servizi idrici
A giugno 2014 la testata Energie Alternative cambia nome e diventa Staffetta Rinnovabili

## Direttori
I direttori della Rivista dalla sua fondazione:
- Goffredo Cozzi 1933-1940
- Alfredo Giarratana 1941-1943
- Giacomo Cabasino Renda 1944-1946
- Goffredo Cozzi 1946-1985
- Giorgio Carlevaro 1985-2001
- Stefano Delli Colli 2001-2005
- Giorgio Carlevaro 2005-2007
- Goffredo Galeazzi 2007-2016
- Gabriele Masini dal 2016

## Denominazioni della testata
- Rivista Italiana del Petrolio (31 maggio 1933)
- Staffetta di Informazioni Petrolifere (9 novembre 1935)
- Staffetta Quotidiana Petrolifera (1973)
- Staffetta quotidiana (1995)

## Pubblicazioni
- Staffetta Quotidiana
  - Energie Alternative (supplemento)
  - Carbone Informazioni (supplemento)
  - Gpl Informazioni (supplemento)
- Staffetta News (versione in lingua inglese)
- Staffetta Acqua (quotidiano online)